# Rukljevina
Rukljevina falu Horvátországban, Varasd megyében. Közigazgatásilag Varasdfürdőhöz tartozik.

## Fekvése
Varasdtól 15 km-re délkeletre, községközpontjától 6 km-re északkeletre egy észak-déli fekvésű völgyben  fekszik.

## Története
1857-ben 49, 1910-ben 68 lakosa volt. 
1920-ig  Varasd vármegye Novi Marofi járásához tartozott, majd a Szerb-Horvát Királyság része lett. 2001-ben a falunak 8 háza és 32 lakosa volt.

## Nevezetességei
Szűz Mária tiszteletére szentelt kápolnája a 16. században épült, főoltára 18. századi. A kápolnát már az 1334-as plébániajegyzékben említik plébániatemplomként. A legrégebbi fennmaradt építési rétege késő gótikus. A hajó, a szentély és a sekrestye boltozatos. Az északi homlokzat mentén a 19. században sokszögzáródású oldalkápolnát építettek, minőségi freskófestéssel.

## Külső hivatkozások
- Varasdfürdő hivatalos oldala